# Hepatocyt

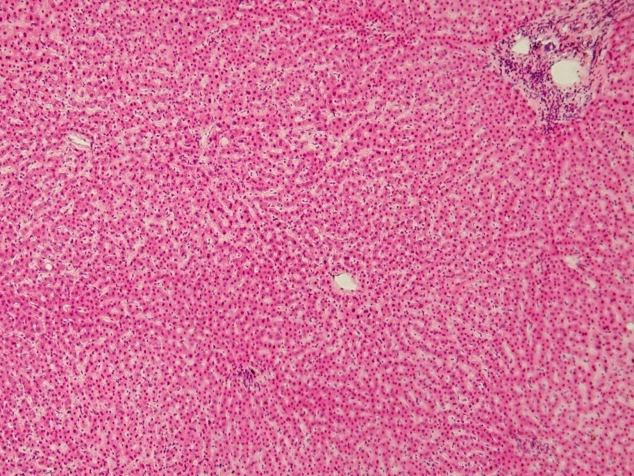
Microscopische opname van een stukje lever. De meest voorkomende roze stipjes zijn hepatocyten. Rechtsboven een driehoekje van Kiernan.

De hepatocyt is het kenmerkende celtype van de lever. Deze cellen vormen het grootste deel van het leverweefsel en hebben een groot aantal metabole functies.
Zoals alle epitheelcellen heeft een hepatocyt een gepolariseerde structuur en functie. Ze hebben een basolateraal (aan de basis en aan de zijkant liggend) en een apicaal (aan een kanaal grenzend) membraan, maar geen basaal membraan.
De voorlopers van de hepatocyten, de hepatoblasten, worden in het embryonale stadium gevormd uit het door het endoderm gevormde mesenchym.

## Functies
Hepatocyten zijn betrokken bij veel stofwisselingsprocessen en hebben de volgende belangrijke functies:
- Ontgifting door middel van talrijke chemische omzettingsreacties (ureumcyclus, klasse I en klasse II transformatiereacties)
- Synthese van vetzuren
- Synthese van galzuren
- Biosynthese van eiwit, zoals albumine, lipoproteïnen, stollingsfactoren, cholinesterases
- Omzetting van koolhydraten naar vetten (lipogenese)

## Etymologie
Het woord hepatocyt is een vrije samenstelling van twee Griekse woorden: het eerste is ἡπαρ (hèpar, tweede naamval hèpatos) en betekent lever, het tweede is κυτός (kutos), een woord dat duidt op een holte, iets omvattends, in dit geval een cel.